# Psammotettix pallidinervis
Psammotettix pallidinervis är en insektsart som beskrevs av Anders Gustav Dahlbom 1850. Psammotettix pallidinervis ingår i släktet Psammotettix och familjen dvärgstritar. Arten är reproducerande i Sverige. Inga underarter finns listade i Catalogue of Life.